# Mont-Royal-Kreuz

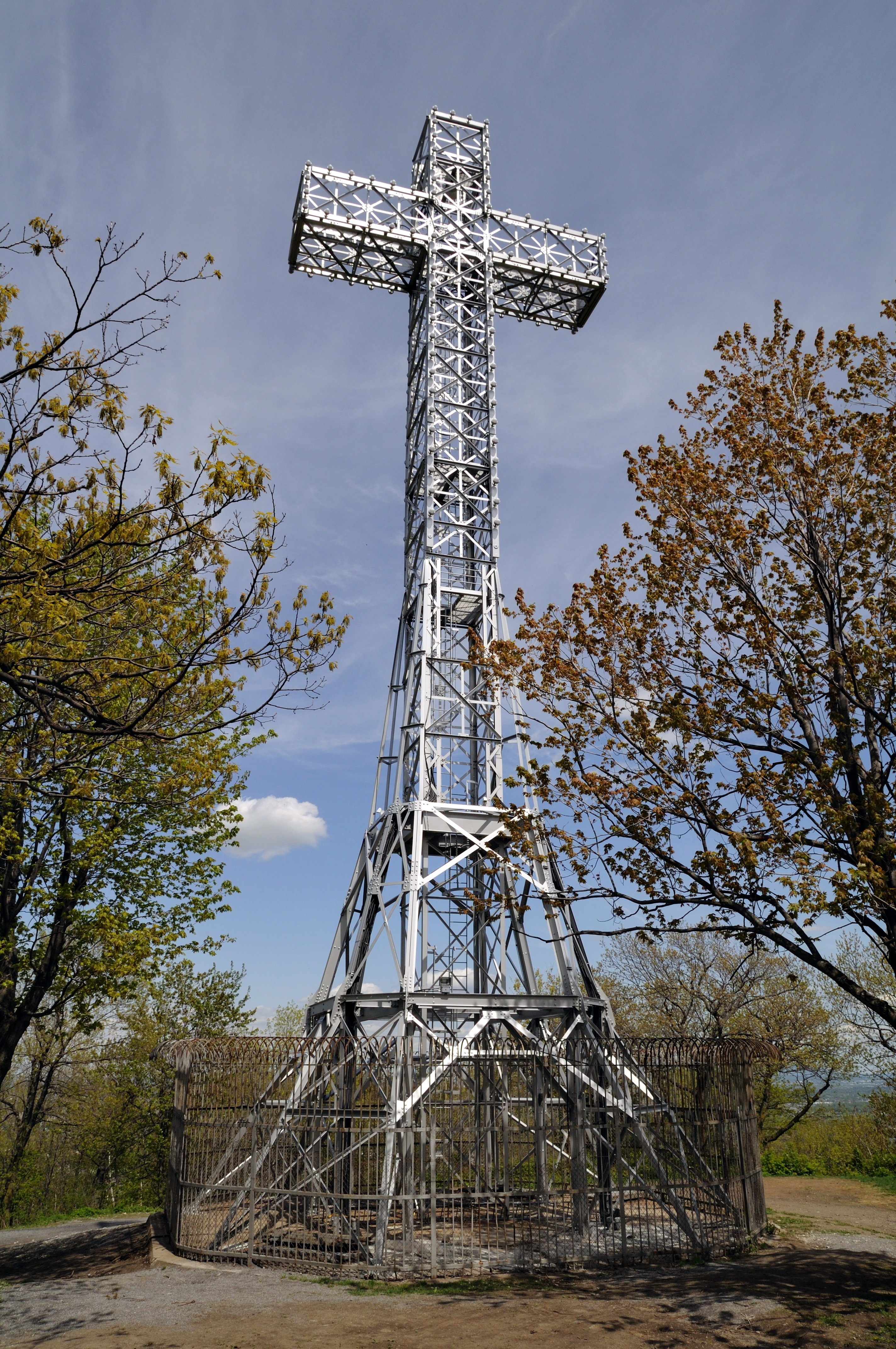
Stahlkreuz auf dem Mont Royal

Das Mont-Royal-Kreuz (französisch Croix du mont Royal) ist ein 31,4 Meter hohes christliches Monument in Form eines Stahlkreuzes auf dem Mont Royal, dem Hausberg der kanadischen Stadt Montreal. Es steht auf dem nordöstlichen Teil des Berges, ist damit vor allem vom Ostteil der Stadt gut zu erkennen und gilt als eines ihrer Wahrzeichen.

## Geschichte
Der Legende nach stellte der französische Offizier und Stadtgründer Paul Chomedey de Maisonneuve (1612–1676) im Jahr 1643 das erste Kreuz aus Holz auf dem Mont Royal auf. Diese Tat war die Erfüllung eines Gelübdes, das er Maria machte, die er in Gebeten um das Ende einer katastrophalen Flut anflehte.
Das heutige, nachts beleuchtete Kreuz geht auf die Initiative der Société Saint-Jean-Baptiste de Montréal (Johannes-der-Täufer-Gesellschaft) zurück und wurde 1924 errichtet. Der ursprüngliche Entwurf des Priesters Pierre Sulpician Dupaigne sah eine Aussichtsplattform in den Armen des Kreuzes und einem Steinsockel vor. Das Projekt blieb jedoch mangels ausreichender finanzieller Mittel unvollendet. 1992 baute man die Beleuchtung auf Lichtwellenleiter um, sodass eine Beleuchtung in den Farben rot, blau und lila möglich wurde. In diesem Jahr feierte man auch den 350. Geburtstag der Stadt und vergrub am Fuß des Monuments eine Zeitkapsel mit Zeichnungen von rund 12.000 Kindern. Das Thema der Zeichnungen sind Zukunftsvisionen der Stadt; es ist vorgesehen, die Kapsel im Jahr 2142 zu öffnen.
Ab September 2008 wurde das Kreuz innerhalb von fünf Monaten repariert und umgebaut sowie die Beleuchtung auf LED-Technik umgerüstet. Die Kosten für die Arbeiten betrugen zwei Millionen Kanadische Dollar und gingen zulasten der Stadt und des Kulturministeriums der Provinz Québec.
Am 28. März 2009 wurde die Beleuchtung des Kreuzes im Zuge der Umweltschutzaktion Earth Hour für eine Stunde ausgeschaltet.

## Beschreibung
Das Kreuz besteht aus 26 Tonnen Stahl. Die 1.830 Einzelteile werden von rund 6.000 Nieten zusammengehalten. Es ist 31,40 Meter hoch und hat eine Spannweite von 11 Meter. Seit dem Umbau auf LED-Technik wird das Kreuz von 158 Elementen mit je 18 Leuchtdioden beleuchtet. Nachts wird das Kreuz grundsätzlich in weiß angestrahlt, wird aber anlassbezogen auch mit anderen Farben illuminiert. Traditionell erstrahlt das Kreuz zur Sedisvakanz lila. Zur Zeit der Glühlampen-Bestrahlung tauschte man dazu jede Glühbirne gegen eine lilafarbene aus. Zum Welt-AIDS-Tag leuchtet das Kreuz rot, zum Johannistag (24. Juni) blau.

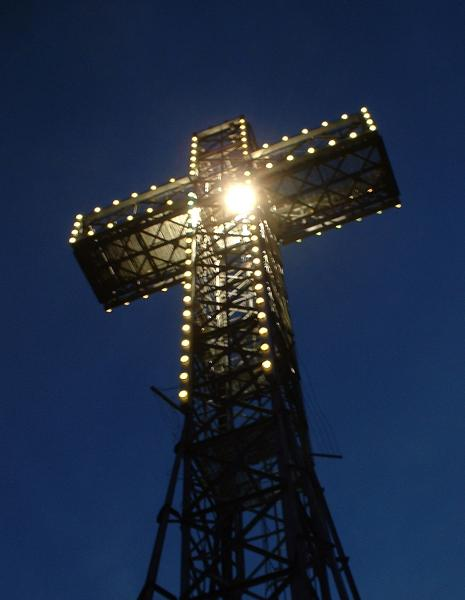
Nächtlich beleuchtetes Kreuz
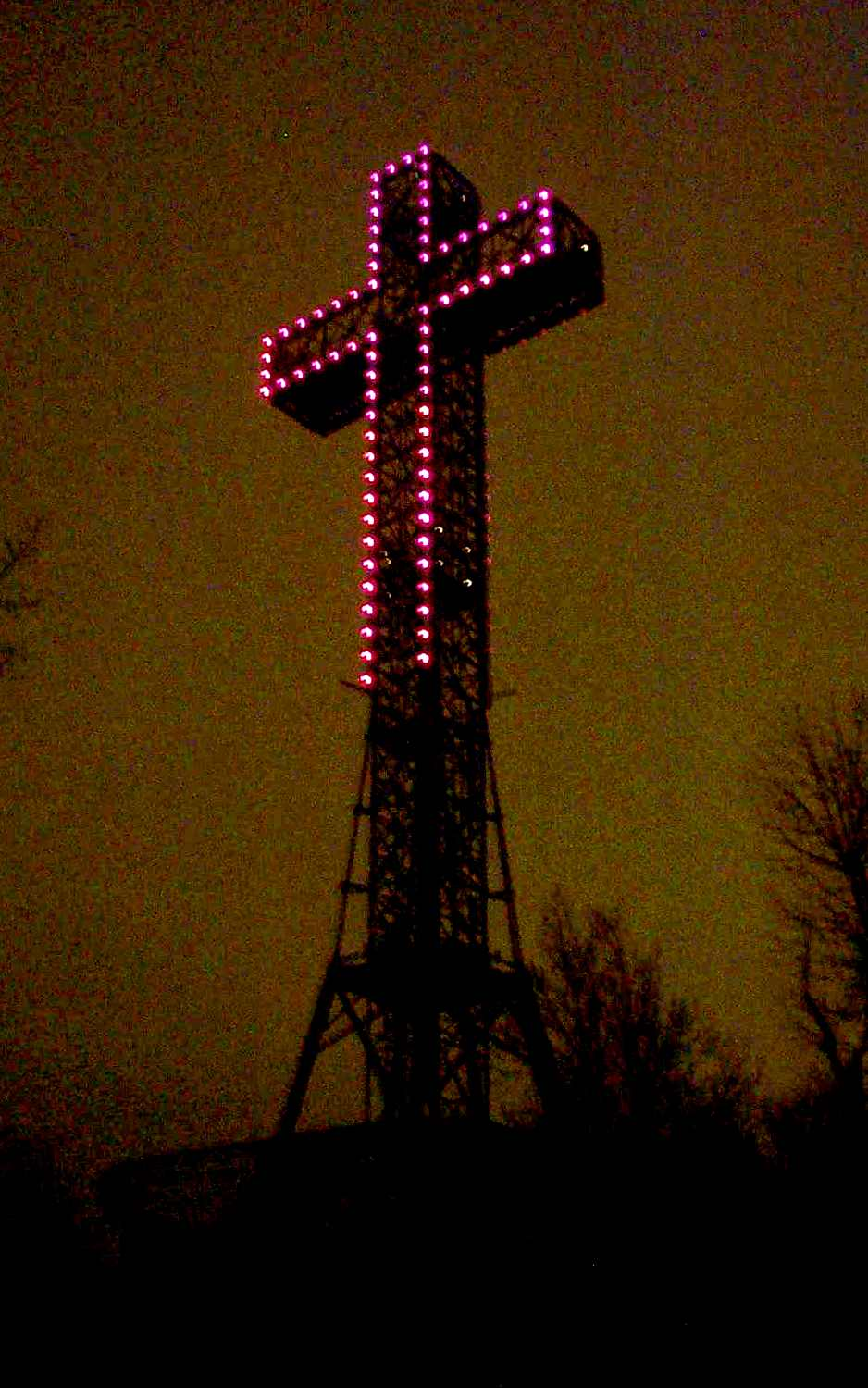
Kreuz während der Sedisvakanz 2005
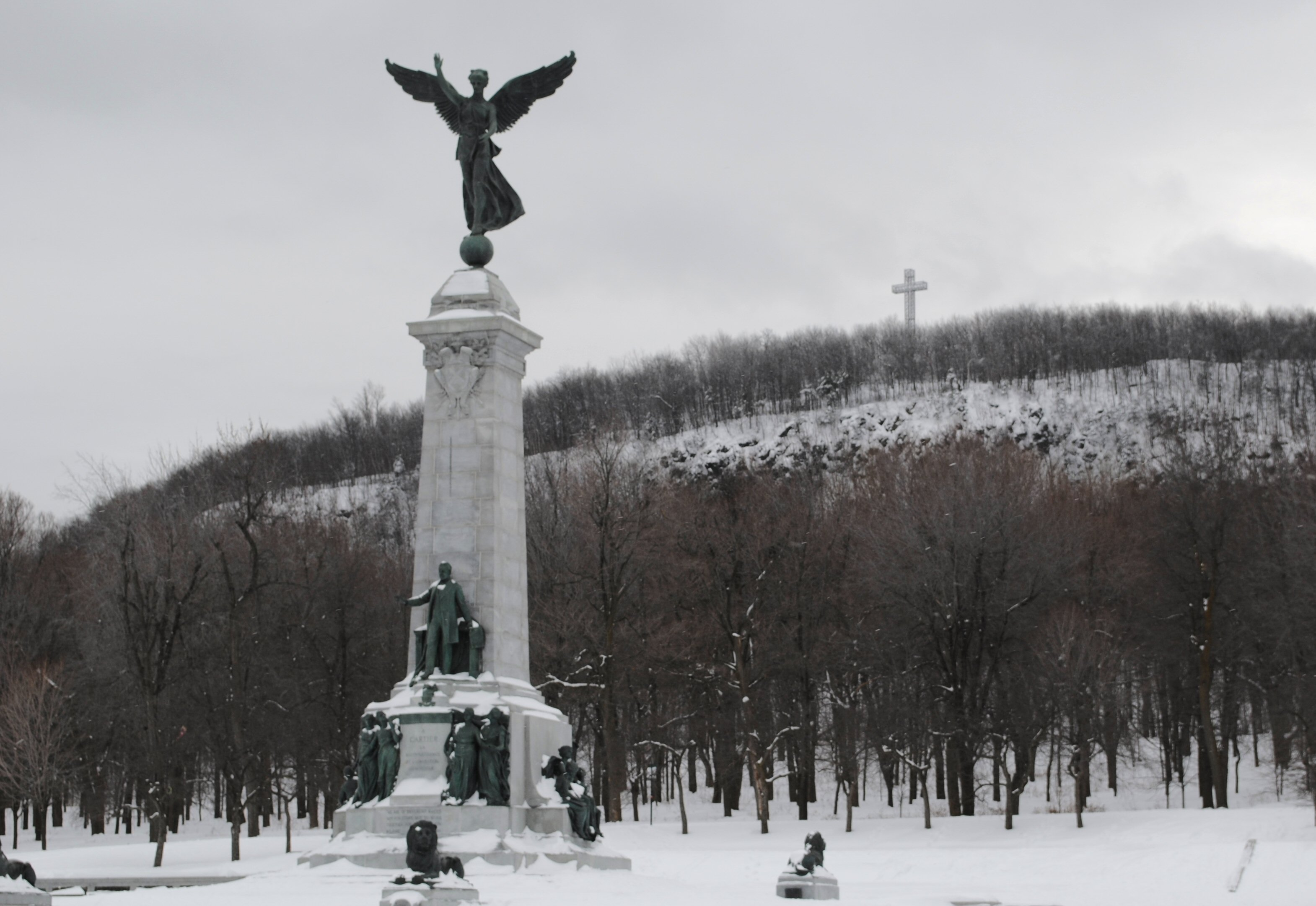
Das Kreuz vom Plateau Mont Royal aus